# سنتس (ناحیه راکوونیک)
سنتس (به چکی: Senec) یک منطقهٔ مسکونی در جمهوری چک است که در ناحیه راکوونیک واقع شده‌است.